# Marengo (Iowa)
Pour les articles homonymes, voir Marengo.
La ville américaine de Marengo est le siège du comté d’Iowa, dans l’État de l’Iowa. Elle comptait 2 535 habitants lors du recensement de 2000. La rivière Iowa passe au nord de la localité.

## À noter
Marengo est le siège du comté depuis août 1845 bien qu’elle n’ait été incorporée qu’en juillet 1859.

## Source
- (en) Cet article est partiellement ou en totalité issu de l’article de Wikipédia en anglais intitulé « Marengo, Iowa » (voir la liste des auteurs).